# Amón
| i | mn · n | C12 |

| i | mn · n | C12 |

Amón.

Amón (en antiguo egipcio, El Oculto; griego Ἄμμων Ámmōn, Ἅμμων Hámmōn) fue un dios egipcio celeste, dios de la creación, que aparece como miembro de la Ogdóada de Hermópolis. Fue atestiguado desde el Imperio Antiguo junto con su esposa y paredro o doble femenino Amonet. Durante el reinado de la XI dinastía (siglo XXI a. C.), se elevó a la posición de patrono de Tebas sustituyendo a Montu.
Posiblemente considerado inicialmente como una de las ocho deidades del mito de la creación hermapolita, su culto se expandió posteriormente. Después de la rebelión de Tebas contra los invasores hicsos y la expulsión de estos, durante el reinado del tebano Amosis I (siglo XVI a. C.), Amón adquirió importancia como dios nacional, expresada en su fusión con el dios solar Ra, como Amón-Ra o Amón-Re. Por sí solo, se le consideraba también rey de los dioses.
Durante el Imperio Nuevo de Egipto Amón-Ra conservó su estatus de dios principal en el panteón egipcio (excepto durante el periodo amarniense, bajo Akenatón). Amón-Ra en este período (siglos XVI al XI a. C.) ocupaba la posición de deidad creadora, trascendental, y auto-creada por excelencia, y era el dios y patrono de los pobres o afligidos y central para la piedad personal.Como dios celeste, era presentado como un hombre de piel azul. Su posición como rey de los dioses se desarrolló hasta el punto de un virtual monoteísmo donde los otros dioses se convirtieron en manifestaciones de él. Junto con Osiris, Amón-Ra es el más ampliamente registrado de los dioses egipcios.
Como la principal deidad del Imperio Nuevo egipcio conquistador, Amón-Ra llegó a ser adorado fuera de Egipto, de acuerdo con el testimonio de historiógrafos griegos en Libia y Nubia. Amón llegó a ser identificado con Zeus en Grecia (como Zeus Amón) o con Júpiter en Roma (como Júpiter Amón).

## Templo en Karnak
La historia de Amón como el dios patrón de Tebas comienza en el siglo XX a. C., con la construcción del recinto de Amón-Ra en Karnak durante el reinado de Sesostris I. Antes de la XI dinastía la ciudad de Tebas no parecía tener relevancia.
Los trabajos de construcción del recinto de Amón-Ra ocurrieron durante el reinado de la dinastía XVIII de Egipto cuando Tebas se convirtió en la capital del Egipto de nuevo unificado. La construcción de la sala hipóstila también puede haber comenzado durante la XVIII dinastía, aunque la mayoría de la construcción se llevó a cabo bajo los reinados de Seti I y de Ramsés II. Merenptah conmemoró sus victorias sobre los pueblos del mar en las paredes del recinto, lugar donde se iniciaba la ruta procesional hacia el templo de Lúxor. La Gran Inscripción (que ahora ha perdido cerca de un tercio de su contenido) muestra las campañas del rey y su eventual retorno con botín y prisioneros. Junto a esta inscripción está la Estela de la Victoria, que es en gran parte una copia de la más famosa Estela de Merenptah encontrada en el complejo funerario de Merenptah en la orilla oeste del Nilo en Tebas. El hijo de Merenptah, Seti II añadió dos obeliscos pequeños delante del segundo pilono y un triple relicario al norte de la avenida procesional en la misma zona. Este estaba construido de piedra arenisca, con una capilla a Amón flanqueada por los templos de su esposa Mut y su hijo Jonsu, formando así la Tríada tebana.
El último cambio importante en el recinto de Amón-Ra fue la adición del primer pilono y las masivas paredes de un perímetro que rodearon todo el recinto, ambos construidos por Nectanebo I.

## Imperio Nuevo

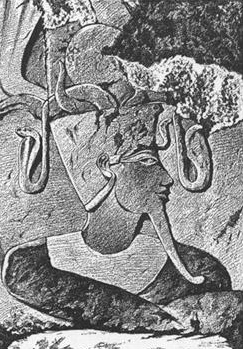
Bajorrelieve que representa a Amón como el faraón.

### Identificación con Min y Ra

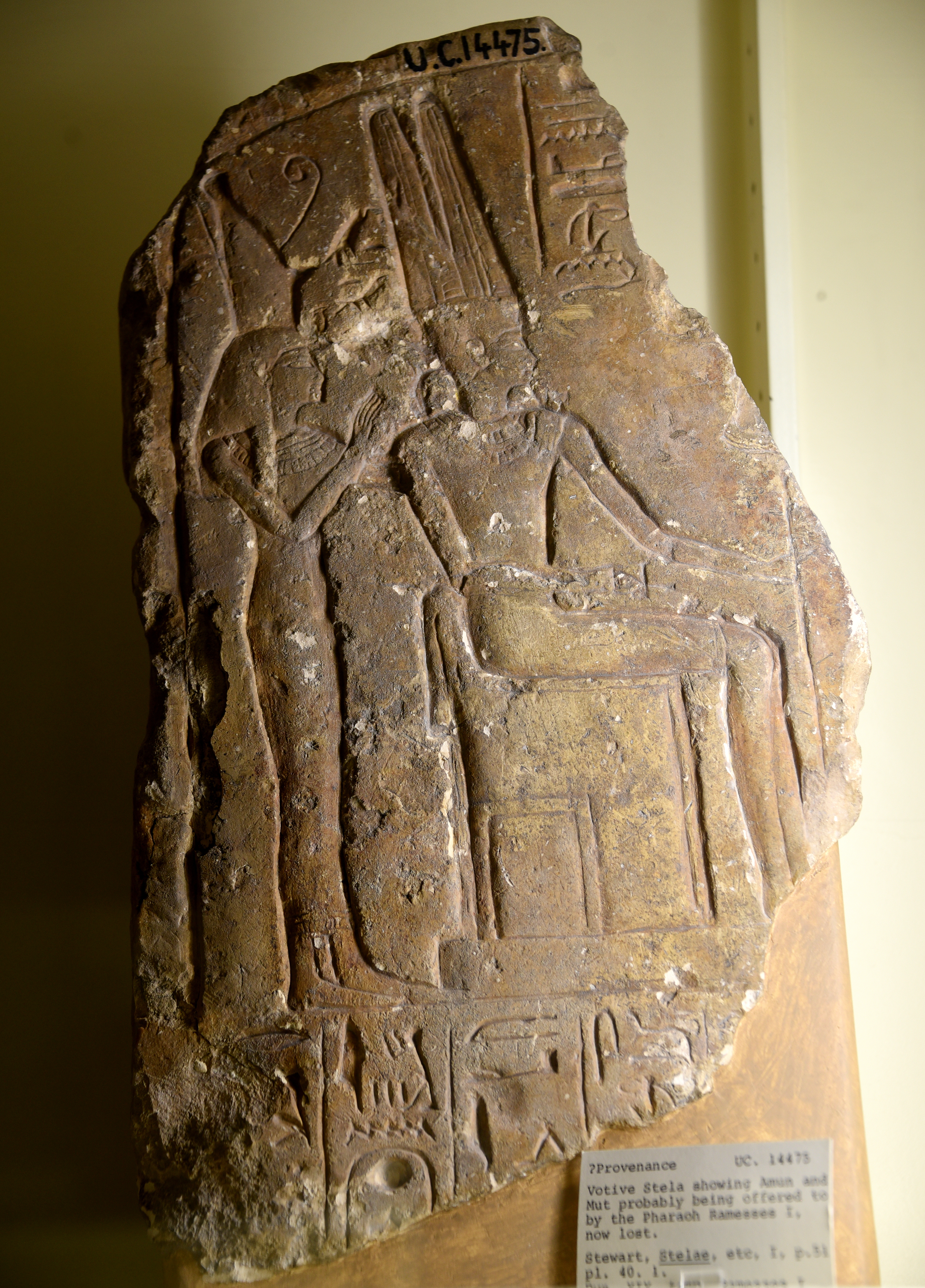
Fragmento de una estela mostrando a Amón entronizado. Mut, que lleva la doble corona, está detrás de él. Ambos están recibiendo ofrendas de Ramsés I (la parte de Ramsés esta perdida). Museo Petrie de Arqueología Egipcia, Londres.

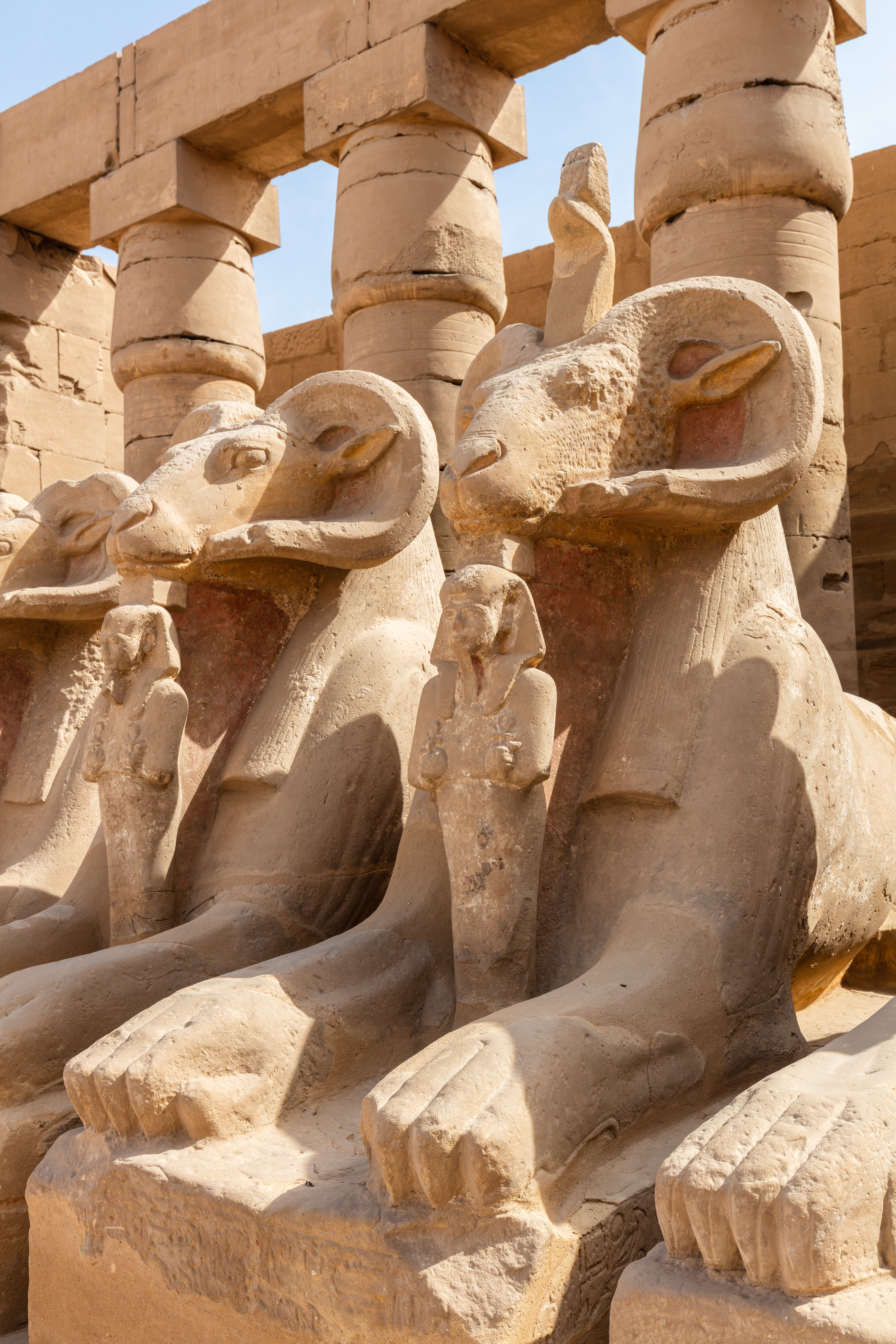
Amón (deidad en forma de carnero).

Cuando el ejército del fundador de la dinastía XVIII de Egipto expulsó a los gobernantes hicsos de Egipto, Tebas se convirtió en la ciudad más importante de Egipto, la capital de la nueva dinastía. La deidad local de Tebas, Amón, por lo tanto, se hizo importante a nivel nacional. Los faraones de esa nueva dinastía atribuyeron todas sus campañas exitosas a Amón, y prodigaron gran parte de su riqueza en la construcción de templos y capillas dedicados a Amón.
La victoria lograda por los faraones que adoraban a Amón contra los «gobernantes extranjeros», lo llevó a ser visto como el dios de los menos afortunados, manteniendo los derechos de justicia para los pobres. Ayudando a los que viajaban en su nombre, se convirtió también en el Protector del camino. Amón mantenía los principios de Maat (verdad, justicia y bondad); los que querían adorar a Amón primero tenían que mostrar que eran dignos de estar en su presencia y de decirle sus pecados.

(Amón) que viene a la voz del pobre en angustia, que da aliento al que es miserable ... Tú eres Amón, el Señor del silencio, que viene a la voz de los pobres, cuando le llamo en Mi misericordia Viene y me rescata ... Aunque el siervo estaba dispuesto a hacer el mal, el Señor está dispuesto a perdonar El Señor de Tebas no pasa un día entero en cólera, su ira pasa en un momento, Vuelve a nosotros en misericordia ... Que tu ka sea amable, que perdones, no volverá a suceder.

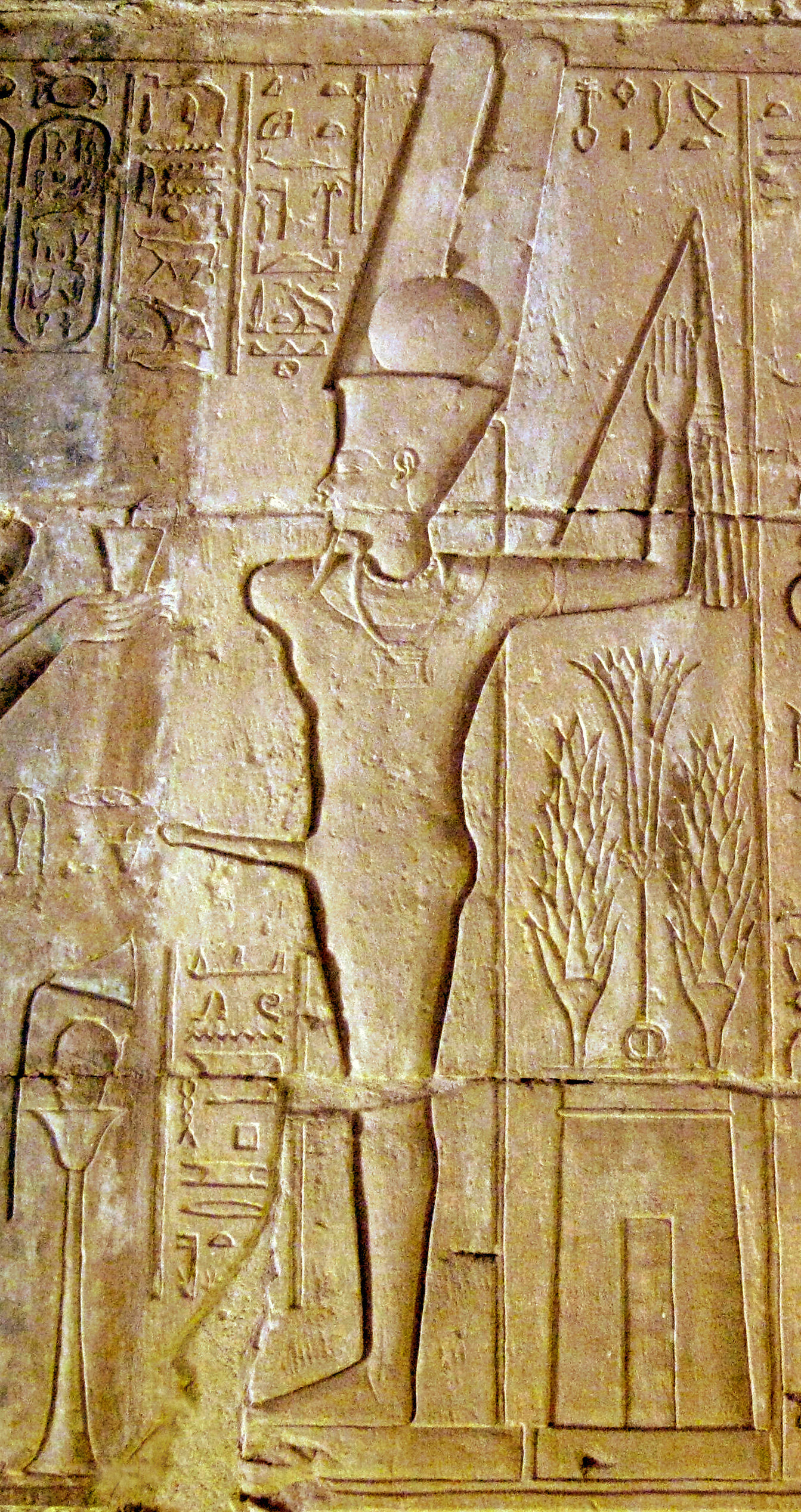
Amón-Min es representado con falo y un flagelo.

Posteriormente, cuando Egipto conquistó Kush, los egipcios identificaron a la principal deidad de los kushitas como Amón. Esta deidad estaba representada con una cabeza de carnero, más específicamente un carnero lanudo con cuernos curvos. Amón se asoció así con el carnero. Una deidad solar en forma de carnero se puede remontar a la cultura de Kerma en Nubia, contemporánea del Imperio Antiguo de Egipto. Puesto que los carneros eran considerados un símbolo de virilidad, Amón también se convirtió en un dios de la fertilidad, y así comenzó a absorber la identidad de Min, convirtiéndose en Amón-Min. Esta asociación con la virilidad llevó a Amón-Min a ganar el epíteto de Kamutef, que significa Toro de su madre; en algunos templos de Karnak, Amón fue representado con un falo, en ocasiones también con un flagelo, tal como Min era representado.

Ra-Horus («Ra (que es el) Horus de los dos Horizontes»), la fusión de (Ra) y Horus, en la representación típica del Imperio Nuevo. Ra-Horus fue identificado a su vez con Amón.

A medida que el culto de Amón crecía en importancia, Amón se identificó con la deidad principal que era adorada en otras áreas durante ese período, el dios del sol Ra. Esta identificación condujo a otra fusión de identidades, con Amón convertido en Amón-Ra. En el Himno a Amón-Ra se le describe como:

Señor de la verdad, padre de los dioses, creador de los hombres, creador de todos los animales, Señor de las cosas que son, creador de la plantilla de la vida.

### Herejía de Atón

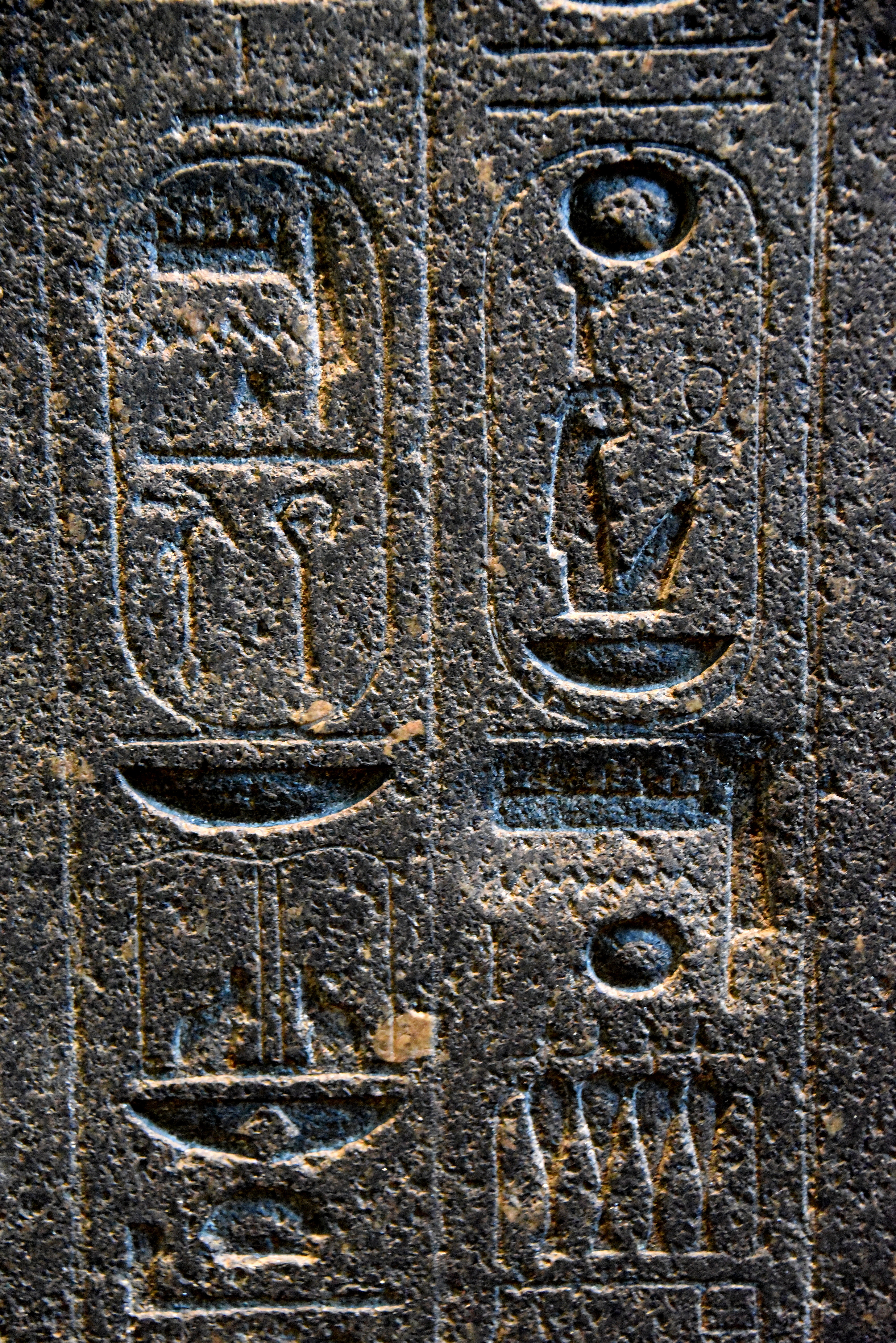
Cartuchos con jeroglíficos en el pilar trasero de la estatua de Amenhotep III. Hay dos cartuchos donde los agentes de Akenatón borraron el nombre de Amón, más tarde los cartuchos fueron restaurados en una superficie más profunda. Museo Británico, Londres.

Durante la última parte de la dinastía XVIII de Egipto, el faraón Akenatón (también conocido como Amenhotep IV) disgustado por el gran poder que habían adquirido los sacerdotes de Amón comenzó el culto a Atón, una deidad cuyo poder se manifestaba en el disco solar, literal y simbólicamente. Akenatón ordenó desfigurar los símbolos de muchas de las viejas deidades, y basó sus prácticas religiosas en el único dios Atón. Trasladó su capital lejos de Tebas, pero este cambio abrupto fue muy impopular entre los sacerdotes de Amón, que ahora se encontraban sin poder. La religión egipcia estaba inexorablemente ligada a la dirección del país, siendo el faraón el líder de ambos. El faraón era el sacerdote más alto del templo de la capital, y los sacerdotes del templo de Amón en Tebas eran importantes asesores del faraón, muchos de los cuales eran administradores de la burocracia que dirigía el país.
La introducción del atonismo bajo Akenatón constituyó la primera religión monoteísta en la historia y representó un enfrentamiento directo con los sacerdotes de Amón. El Himno de Amón era muy parecido al Himno de Atón:

Apareces henchido de belleza en el horizonte del cielo,
Disco viviente, que das comienzo a la Vida.
Al alzarte sobre el horizonte de Levante 
llenas los países con tu perfección.
Eres hermoso, grande, brillante, alto por sobre tu Universo.
Tus rayos cubren los países hasta el confín de lo que creaste.
Porque eres el Sol, los has conquistado hasta sus confines 
y los sujetas para tu Hijo al que amas.
Por lejos que estés, tus rayos tocan la Tierra.
Estás ante nuestros ojos, pero Tu camino sigue siéndonos ignoto.
Cuando te ocultas en el horizonte de Poniente 
el Universo se sumerge en las tinieblas y queda como muerto.
Los hombres duermen en sus moradas con la cabeza tapada 
y ninguno puede ver a su hermano...
El mundo yace en silencio.
Es que Su Creador reposa tras el horizonte.
Pero, al alba, desde que te alzas en el horizonte 
y brillas, Disco del Sol, durante el día, 
expulsas a las tinieblas e irradias tus rayos.
Entonces, el Doble País es una fiesta...
Himno a Atón; traducción de Guillermo Fatás.

Cuando Akenatón murió, los sacerdotes amonianos recuperaron otra vez el poder. El nombre de Akenatón fue borrado de los registros egipcios, todos sus cambios religiosos y gubernamentales fueron suprimidos, y la capital fue devuelta a Tebas. El regreso a la capital anterior y su dios patrón se llevó a cabo tan rápidamente que parecía como si este culto monoteísta y sus reformas gubernamentales nunca hubieran existido. La adoración de Atón cesó y la adoración de Amón-Ra fue restaurada. Los sacerdotes de Amón incluso persuadieron al joven hijo de Akenatón, Tutankatón, cuyo nombre significaba «la imagen viva de Atón» a cambiárselo y pasar a llamarse Tutankamón, «la imagen viva de Amón».

## Tercer Período Intermedio

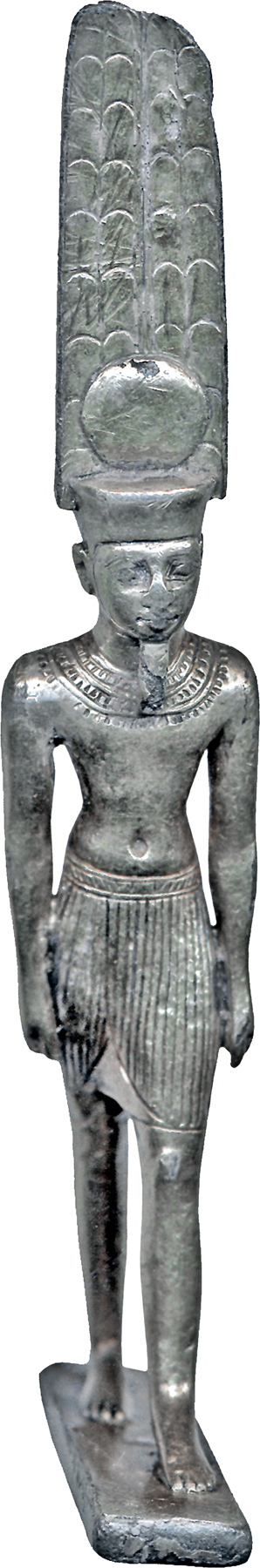
Amuleto del Tercer Período Intermedio del Walters Art Museum que representa a Amón fusionado con la deidad solar Ra, convirtiéndose así en la deidad solar suprema Amón-Ra.

### Poder de los sacerdotes tebanos de Amón
Aunque no se consideraba una dinastía, los sumos sacerdotes de Amón en Tebas eran, sin embargo, de tal poder e influencia que fueron efectivamente los gobernantes de Egipto desde el 1080 a. C. al 943 a. C. En el momento en que Herihor fue proclamado como el primer sumo sacerdote gobernante de Amón en 1080 a. C. (en el año 19 del reinado de Ramsés XI) el sacerdocio de Amón ejerció un poder efectivo sobre la economía de Egipto. Los sacerdotes de Amón poseían dos tercios de todas las tierras en Egipto y el 90% de sus barcos y muchos otros recursos. En consecuencia, los sacerdotes de Amón eran tan poderosos como el faraón, si no más. Uno de los hijos del sumo sacerdote Pinedjem finalmente asumiría el trono y gobernaría Egipto durante casi la mitad de una década bajo el nombre de faraón Psusenes I, mientras que otro sumo sacerdote de Tebas tomaría el trono como faraón Psusenes II (el gobernante final de la XXI dinastía).

### Declive
Durante el siglo x a. C., el abrumador dominio de Amón sobre todo Egipto empezó gradualmente a declinar. En Tebas, sin embargo, su adoración continuó inabarcable, especialmente bajo la dinastía XXV de Egipto, de origen nubio y que hizo que los nubios llegaran a considerar a Amón como dios nacional. El templo de Amón en Gebel Barkal, fundado durante el Imperio Nuevo, llegó a ser el gran centro religioso del Reino de Kush. La estela de la victoria de Piye en Gebel Barkal (siglo viii a. C.) distingue ahora entre un Amón de Napata y un Amón de Tebas. Tanutamón o Tanutamani (murió en 653 a. C.), el último faraón de la XXV dinastía, aún llevaba un nombre teofórico que se refería a Amón en la forma nubia de Amani.

## Edad del Hierro y antigüedad clásica

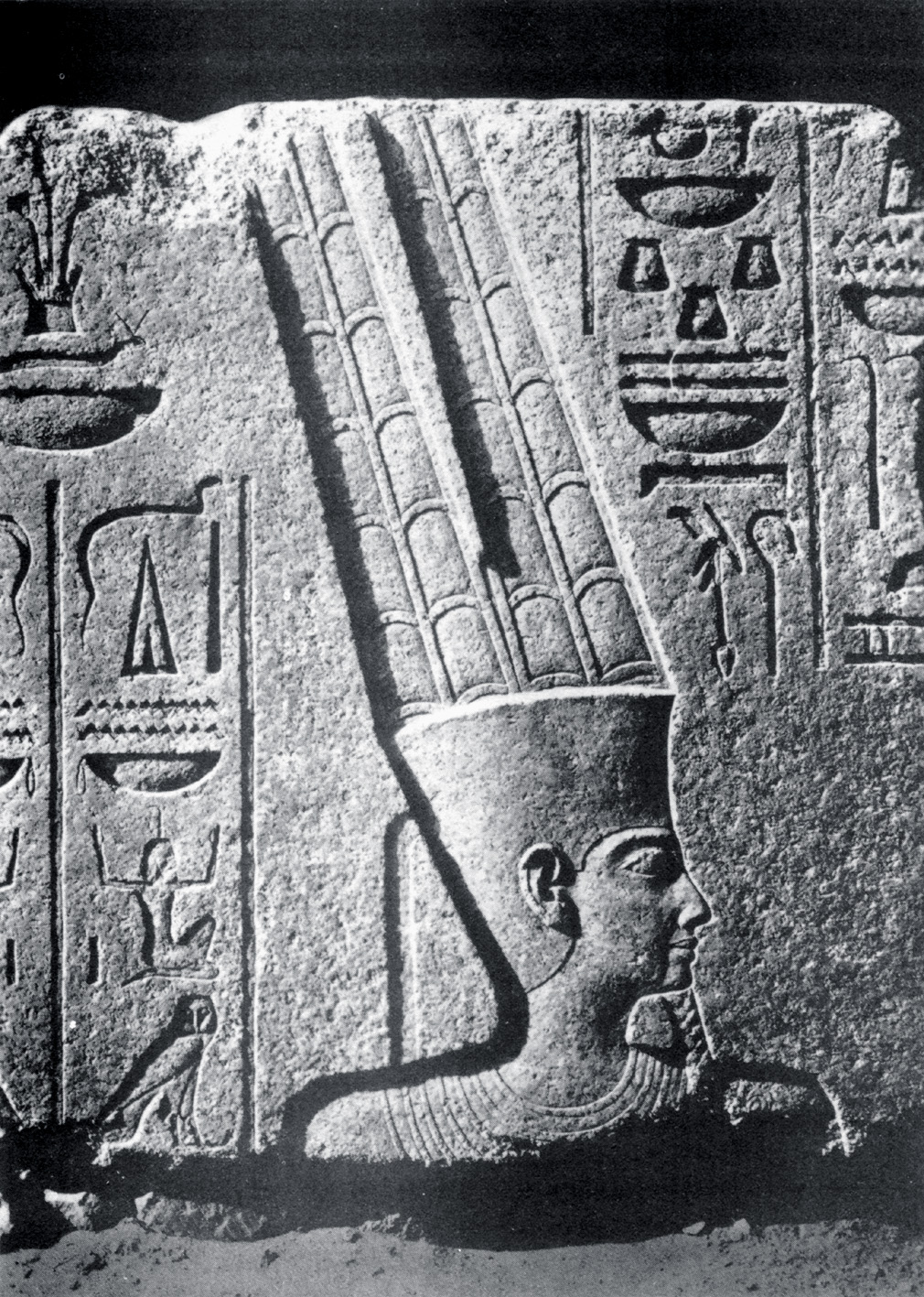
Representación de Amón en un relieve de Karnak

### Nubia y Sudán
En las zonas fuera de Egipto donde los egipcios habían llevado previamente el culto a Amón su adoración continuó en la antigüedad clásica. En Nubia, donde su nombre se pronunciaba Amane o Amani, siguió siendo una deidad nacional, con sus sacerdotes, en Meroe y Nobatia, regulando todo el gobierno del país a través de un oráculo, eligiendo al gobernante y dirigiendo las expediciones militares. Según Diodoro Sículo, estos líderes religiosos podían incluso obligar a los reyes a suicidarse, aunque esta tradición cesó cuando Ergamenes (nombre helenizado de Arkamane), en el siglo III a. C., los mató.
En Sudán, comenzó en el año 2000 la excavación de un templo de Amón en Dangeil bajo la dirección de los doctores Salah Mohamed Ahmed y Julie R. Anderson, de la Corporación Nacional de Antigüedades y Museos (NCAM), de Sudán, y del Museo Británico, del Reino Unido, respectivamente. El templo había sido destruido por un incendio y la Espectrometría de Masas con Acelerador (AMS) y la datación con carbono 14 de las vigas carbonizadas del techo han situado la construcción de la encarnación más reciente del templo en el siglo I d. C. Esta fecha se ve confirmada por las cerámicas e inscripciones asociadas. Tras su destrucción, el templo se fue deteriorando y derrumbando.

### Libia
En la Libia quedó un solitario oráculo de Amón en el oasis de Siwa del Desierto de Libia. El culto a Amón se introdujo en Grecia en un período temprano, probablemente a través de la colonia griega en Cirene, que debe haber formado una conexión con el gran oráculo de Amón en el Oasis poco después de su establecimiento. Iarbas, un rey mitológico de Libia, también fue considerado un hijo de Amón. Cuando Alejandro Magno avanzó sobre Egipto a finales del 332 antes de Cristo, se le consideró un libertador. En este oráculo se le declaró hijo de Amón, conquistando así Egipto sin luchar. En adelante, Alejandro se refirió a menudo a Zeus-Amón como su verdadero padre, y tras su muerte, la moneda lo representó adornado con los Cuernos de Amón como símbolo de su divinidad.
Según el autor del siglo VI Flavio Cresconio Coripo, un pueblo libio conocido como los Laguatan llevó una efigie de su dios Gurzil, al que creían hijo de Amón, a la batalla contra el Imperio bizantino en el año 540 d. C.

### Levante
Es probable que Amón sea mencionado en la Biblia hebrea como אמון מנא Amón de No en Jeremías 46: 25 (también traducido la horda de No y la horda de Alejandría), y Tebas posiblemente se llama נא אמון No-Amón en Nahum 3:8 (también traducido como Alejandría populosa). Estos textos fueron escritos presumiblemente en el siglo VII a. C.

«El Señor de los ejércitos, el Dios de Israel, dijo: "He aquí que yo traigo el castigo sobre Amón de Tebas, y sobre el Faraón y sobre Egipto y sus dioses y sus reyes, sobre el Faraón y los que confían en él.»
Jeremías 46:25, versión King James)

### Grecia

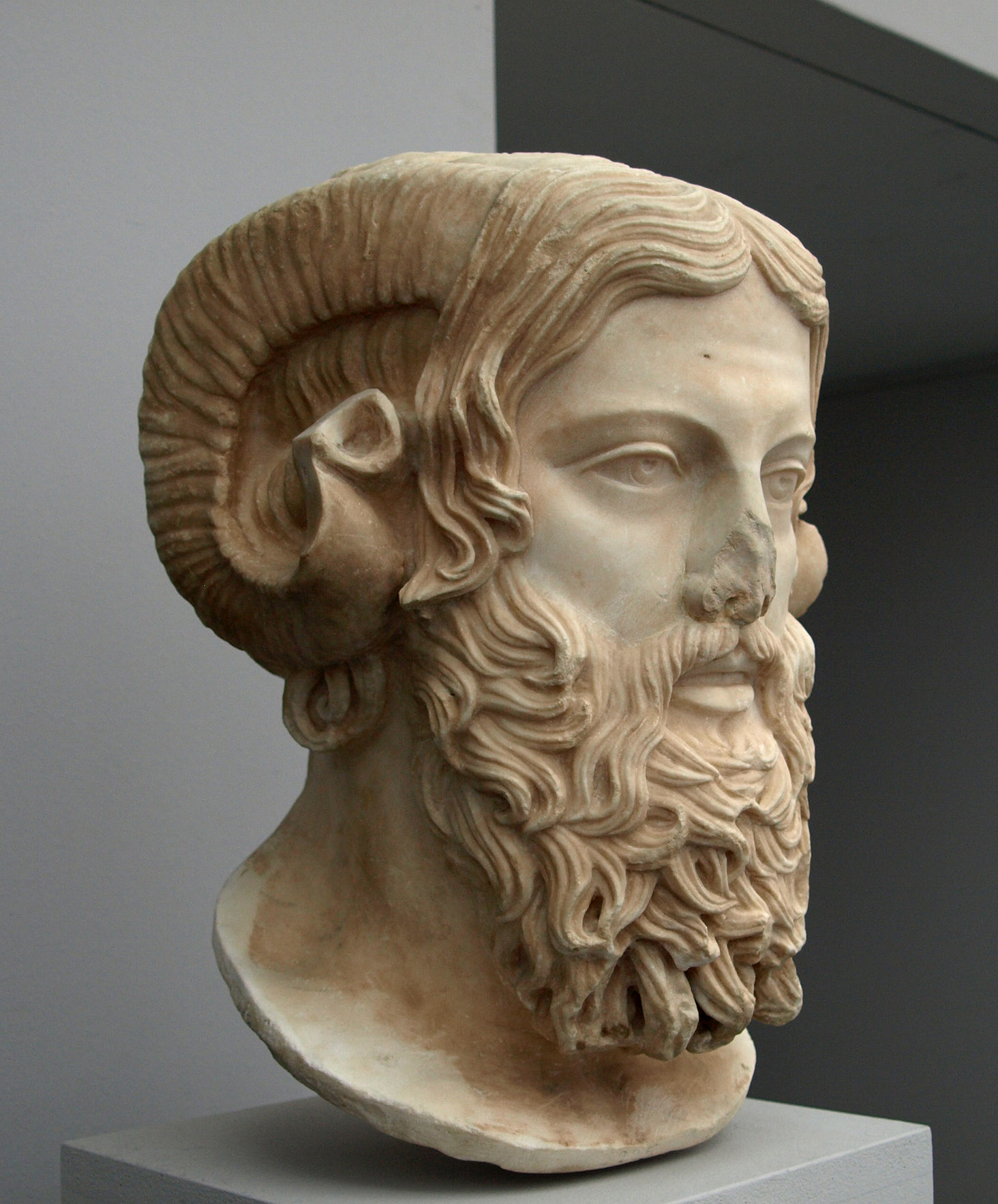
Zeus-Ammon. Copia romana de un original griego de finales del Los griegos del bajo delta del Nilo y Cirenaica combinaban rasgos del dios supremo Zeus con rasgos del dios egipcio Amón-Ra.

Amón, adorado por los griegos con ese mismo nombre, Amón, tenía un templo y una estatua, regalo de Píndaro (m. 443 a. C.), en Tebas, y otra en Esparta, cuyos habitantes, como dice Pausanias, consultaban el oráculo de Amón en Libia desde los primeros tiempos más que los demás griegos.
En Afitis, en la península Calcídica, se adoraba a Amón, desde la época de Lisandro (m. 395 a. C.), con tanto celo como en Ammonio. El poeta Píndaro honró al dios con un himno. En Megalópolis se representaba al dios con la cabeza de un carnero (Paus. viii.32 § 1), y los griegos de Cirenaica dedicaron en Delfos un carro con una estatua de Amón.
Tal era su reputación entre los griegos clásicos que Alejandro Magno viajó allí después de la Batalla de Issos y, durante su ocupación de Egipto, donde fue declarado "hijo de Amón" por el oráculo. A partir de entonces, Alejandro se consideró divino. Incluso durante esta ocupación, Amón, identificado por estos griegos como una forma de Zeus, siguió siendo la principal deidad local de Tebas.
Teodoro, en el libro El Político O Del Reinado de Platón, afirma que Ammón significa «arena». Varias palabras derivan de Amón a través de la forma griega, Amón, como amoníaco y amonita. Los romanos llamaron sal ammoniacus (sal de Amón) al cloruro de amonio que recogían de los yacimientos cercanos al Templo de Júpiter-Amón en la antigua Libia por la proximidad al templo cercano. El amoníaco, además de ser la sustancia química, es un nombre de género en los foraminíferos. Tanto estos foraminíferos (Protozoos con caparazón) como los ammonites (cefalópodos extintos con caparazón) llevan conchas espirales que se asemejan a los cuernos de un carnero, y de Amón. Las regiones del hipocampo en el cerebro se denominan cornu ammonis literalmente "Cuernos de Amón", debido al aspecto astado de las bandas oscuras y claras de las capas celulares.
En su El paraíso perdido, John Milton identifica a Amón con el bíblico Cam, el hijo de Noé, y afirma que los gentiles lo llamaban el Jove libio.

## Diferentes representaciones de Amón
Originalmente, Amón fue representado con piel marrón rojiza durante el Imperio Nuevo, con una corona con dos plumas en la cabeza (símbolo de la dualidad), de la corona pende una cinta roja que llega hasta el suelo. Porta un anj y un cetro uas. Después del período de Amarna, Amón fue representado con piel azul, simbolizando su asociación con lo celeste y el aire y la creación primigenia.
|                       |
| Amón (Imperio Nuevo). |

|                                         |
| Amón (posterior al período amarniense). |

|          |
| Amón-Ra. |

|           |
| Amón-Min. |